# 2304-es mellékút (Magyarország)
A 2304-es számú mellékút egy nagyjából húsz kilométer hosszú, négy számjegyű mellékút Nógrád vármegye északkeleti részén.

## Nyomvonala
A Salgótarjánhoz tartozó Zagyvaróna városrész déli részén ágazik ki a 2303-as útból, annak a 4+100-as kilométerszelvénye előtt, az egykori Salgótarjáni Ötvözetgyár és Öntöde telephelye mellett, északkeleti irányban. Kezdeti szakaszán elhalad az öntöde három hatalmas téglakéménye mellett. Zagyvaróna központjáig a neve Zagyva út, ott kiágazik belőle – 0+800-as kilométerszelvénye körül – a 23 104-es út (az viszi tovább a Zagyva út nevet), illetve nem sokkal előtte áthalad a Zagyva fölött, amivel addig párhuzamosan haladt.
Az elágazás után délkeletnek fordul, neve innentől Zagyvaróna lakott területének határáig Budavölgy utca. A folytatásban egy szerpentines, rendkívül kanyargós szakasza következik, közben az ötödik kilométere előtt elhalad Rónafalu településrész mellett, illetve a 4+800-as kilométerszelvénye közelében leágazik észak felé az oda vezető 23 105-ös út (ennek végétől érhető el rövid sétával a Mogyorósi-kilátó is). Az 5+700-as kilométerszelvényénél elhalad Rónabánya északi házai mellett, majd a hatodik kilométere után Szilváskőpusztánál, a Gortva folyónál eléri az országhatárt és mellé simul, épp csak hogy nem lép át Szlovákiába.
Nem sokkal ezután átlép Cered közigazgatási területére, fő iránya innentől keleti. 11. kilométere után eltávolodik az országhatártól, Cered központjának déli részét pedig a 14+700-as kilométerszelvénye közelében éri el. Itt áthalad a Tarna fölött, és kiágazik belőle nyugat-északnyugat felé a 23 119-es út, Cered tulajdonképpeni főutcája, amely átvezet Szlovákiába is.
Innentől a Tarnával párhuzamosan halad, 18,5 kilométer után átlép Zabar közigazgatási területére, majd mielőtt elérne a faluba, annak északi külterületén, a 2305-ös útba torkollva véget ér. Érdekes, hogy a 2305-ös kilométer-számozása is itt ér véget, bár a trianoni békeszerződést követően életbe lépett határmódosítások előtt minden bizonnyal továbbvezetett a jelenleg Szlovákiához tartozó Almágy vagy Egyházasbást Bakóháza községrészének irányába; ma a 2305-ös abban az irányban csak mezőgazdasági útként folytatódik a Ceredhez tartozó Utaspusztáig.
Az országos közutak térképes nyilvántartását szolgáló kira.gov.hu adatbázisa szerint az út teljes hossza 20,317 kilométer.